# DANCE DANCE DANCE!
『DANCE DANCE DANCE!』（ダンス・ダンス・ダンス）は、森田柚花による日本の漫画作品。主人公の少女・ロッタが100年の時をさかのぼり、誤った方向に向かおうとしている街の歴史を正すファンタジーである。マッグガーデン刊行の漫画雑誌『月刊コミックブレイド』2004年9月号より連載されているが、現在は休載中にある。2009年3月現在、単行本は2巻まで発行中。

## あらすじ
主人公の少女・ロッタは、クリスタベルの街で平凡な学生生活を送りながらも、いつか不思議の国を旅することを夢見ていた。そんな矢先、パーティーを明日に控え家路を急ぐ彼女は光に包まれる。そこに現れた青年に導かれ、目を覚ますとそこは見知らぬ荒涼とした景色。そこは100年前のクリスタベルの街だった。

## 登場人物
ロッタ
クリスタベルで暮らす快活な少女。毎年一度催される街の創立記念パーティーの前日、謎の青年の導きで100年前のクリスタベルに転送されてしまう。
ラズ
100年前のクリスタベルで出会った少年。家族で配達業を営む。100年後の世界からやってきて間もなく、さながら迷子のロッタを発見し、介抱した。現在ある街の姿と発展の方向について疑問を持つ彼は、独自で理想像を構想する。
コナ
100年前のクリスタベルで暮らす、まだ幼さの残る少年。ラズを「ラズ兄」と呼んで慕う。
ケード
100年前のクリスタベルで発明家の祖父と暮らす少年。自らも自宅の研究所で発明に没頭する。学者肌で、気難しい性格。

## 書誌情報
- 森田柚花『DANCE DANCE DANCE!』マッグガーデン
  1. ISBN 4-86127-117-7
  2. ISBN 4-86127-154-1